# قورباغه‌های راه‌آب
قورباغه‌های راه‌آب (نام علمی: Leptodactylus) نام یک سرده از تیره قورباغه‌های جنوبی است.